# Nikogo nie ma w domu
Nikogo nie ma w domu (słow. Nikto nie je doma) – czechosłowacki serial komediowy dla dzieci emitowany w latach z 1972–1973. Serial składał się z piętnastu dziesięciominutowych odcinków. Został wyprodukowany na taśmie czarno-białej. W Polsce serial był premierowo emitowany na przełomie lat 70-80. w programie Piątek z Pankracym.

## Treść
Każdy odcinek opisuje perypetie 6-letniego Pawełka (w tej roli: Tomáš Havetta), który pozostawiony przez rodziców sam w domu, wpada na wiele zabawnych i szalonych pomysłów. 